# SWR Vokalensemble

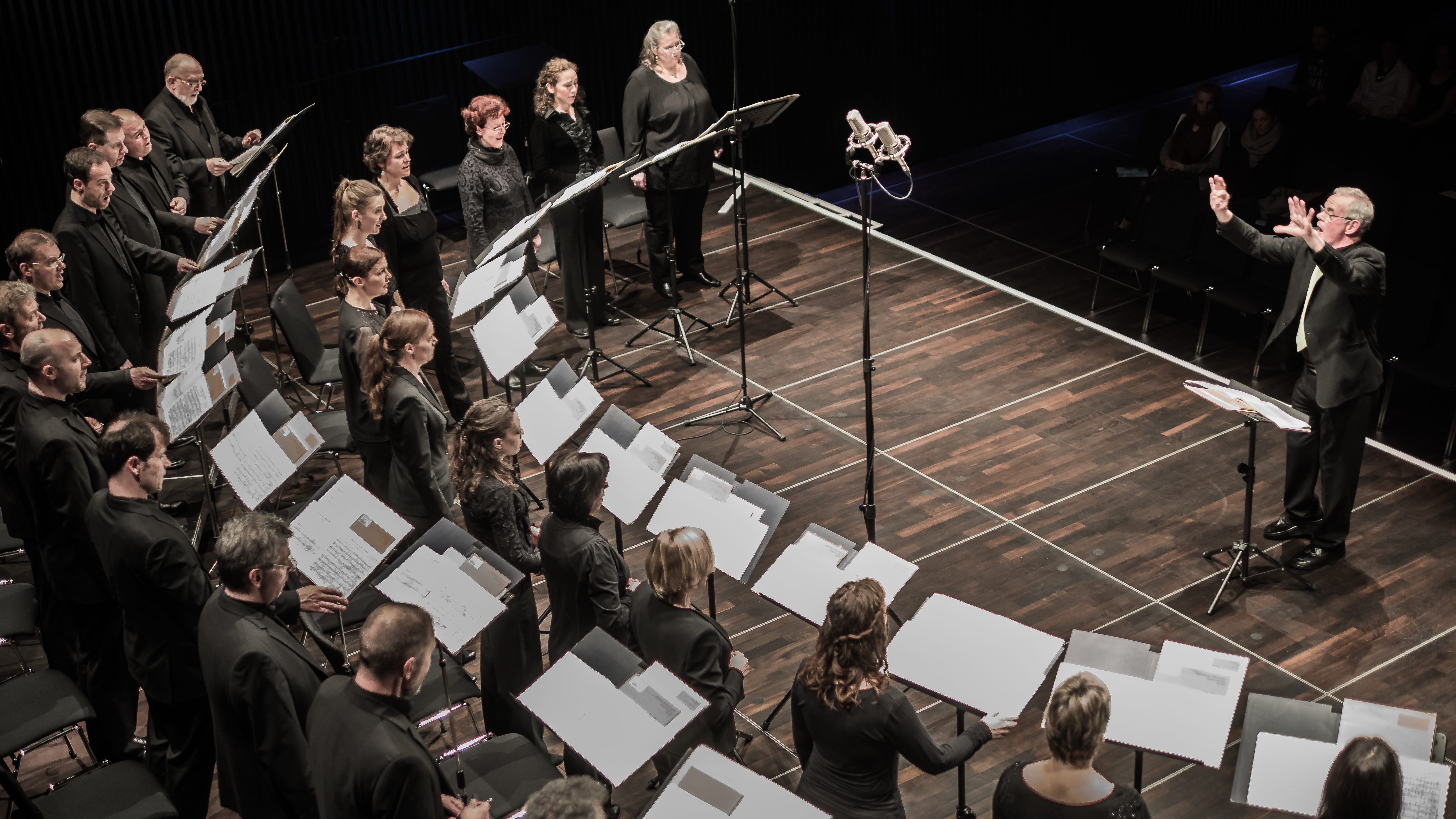
Das SWR Vokalensemble unter Leitung von Marcus Creed (2017)

Das SWR Vokalensemble (VE) ist ein Rundfunkchor des Südwestrundfunks.

## Geschichte

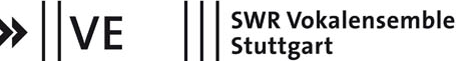
Ehemaliges Logo

Der Chor wurde 1946 unter dem Dirigenten Otto-Werner Mueller gegründet, als die Rundfunkanstalten angesichts der wenigen verfügbaren Tonträger das ganze Musikprogramm mit eigenen Klangkörpern gestalten mussten. Der Chor des US-amerikanischen Senders Radio Stuttgart bestand anfangs aus dreizehn Sängerinnen und Sängern des Linzer Reichs-Bruckner-Chors und trug den Namen Kammerchor von Radio Stuttgart. Sein Repertoire umfasste Geistliche Musik, Volkslieder, Opern, Operetten und Einspielungen für Hörspiele; es wurden aber auch Livekonzerte gegeben. Bei den Donaueschinger Musiktagen wurde 1947 Des Friedens Geburt von Hugo Herrmann uraufgeführt.
Der Chor wechselte mehrmals den Namen: Seit 1949 hieß er Chor des Süddeutschen Rundfunks, ab 1959 Südfunk-Chor und ab 1992 Südfunk-Chor Stuttgart. Mit dem Zusammenschluss von Süddeutschem Rundfunk und Südwestfunk im Jahre 1998 erhielt der Chor den Namen SWR Vokalensemble Stuttgart, heute nur noch SWR Vokalensemble.

## Das Ensemble heute
Das Ensemble besteht regulär aus 36 Sängern. Das Repertoire reicht von der klassischen Moderne bis zu anspruchsvollen Werken der zeitgenössischen Musik. Der Chor arbeitet mit in- und ausländischen Orchestern zusammen, insbesondere mit dem SWR Symphonieorchester. Vielfach wurden Werke von dem Ensemble uraufgeführt, häufig Kompositionsaufträge. Seine Auftritte werden in der Regel als Livemitschnitt in SWR2 gesendet. Viele sind auch als Audio-CD über das Label des Sender erhältlich. Bei den Studioproduktionen steht das A-cappella-Repertoire im Vordergrund.

## Dirigenten
Chefdirigent des SWR Vokalensembles ist seit September 2020 Yuval Weinberg. Sein Vorgänger Marcus Creed leitete das Ensemble von 2003 bis Juli 2020 und ist seit dem erster Ehrendirigent.
Die Chefdirigenten vor ihm waren Hermann Josef Dahmen (1951–1975), Marinus Voorberg (1975–1981), Klaus Martin Ziegler (1981–1987) und Rupert Huber (1990–2000).
Der Chor gab im Laufe der Jahre Konzerte unter Dirigenten (der beteiligten Orchester) wie Roger Norrington, Sylvain Cambreling, Ingo Metzmacher, Péter Eötvös, Michael Gielen, Pierre Boulez, John Eliot Gardiner, Sir Neville Marriner, Karlheinz Stockhausen, Frieder Bernius oder Sir Georg Solti.

## Auszeichnungen
Die Arbeit des Vokalensembles wurde mehrfach ausgezeichnet, wiederholt mit dem Preis der deutschen Schallplattenkritik sowie mit dem ECHO Klassik. Im Jahr 2011 erhielt das Vokalensemble den Europäischen Chorpreis. In der Kategorie Best Choral Performance wurde die Aufnahme des Vokalensembles von György Ligetis Requiem unter Peter Eötvös für den Grammy 2013 nominiert.

## Förderverein
Der Förderverein des Vokalensembles Freunde und Förderer des SWR Vokalensembles e. V.  wurde 2004 in Stuttgart gegründet und verfolgt als gemeinnütziger Verein insbesondere den Zweck, in- und ausländische Auftritte des Ensembles zu fördern. Hierzu werden Mitgliedsbeiträge und Spenden eingenommen. Der Verein gibt mehrmals jährlich einen Rundbrief für seine Mitglieder heraus.

## Nachweise
1. 1 2 3 4 5  Virtuose Chormusik. Das SWR Vokalensemble Stuttgart. Über uns. swr.de, 30. September 2013, archiviert vom Original am 26. Mai 2014.
2. 1 2  SWR Vokalensemble Stuttgart 1946–2009. Freunde und Förderer des SWR Vokalensembles Stuttgart e. V., abgerufen am 4. Oktober 2022.
3. ↑  Sämtliche Angaben zur Geschichte des Vokalensembles wurden entnommen: SWR Vokalensemble Stuttgart 1946–2009. Freunde und Förderer des SWR Vokalensembles Stuttgart e. V., abgerufen am 4. Oktober 2022.
4. ↑  Mitglieder. Über uns. swr.de, abgerufen am 4. Oktober 2022.
5. ↑  Der neue Chefdirigent des SWR Vokalensembles Yuval Weinberg. In: SWR2. 22. November 2020, archiviert vom Original am 22. November 2020; abgerufen am 29. Januar 2021.  Info: Der Archivlink wurde automatisch eingesetzt und noch nicht geprüft. Bitte prüfe Original- und Archivlink gemäß Anleitung und entferne dann diesen Hinweis.
6. ↑  Marcus Creed ist Ehrendirigent des SWR Vokalensembles. 28. Juli 2020, abgerufen am 30. Juli 2020.
7. ↑  Auszeichnungen. Freunde und Förderer des SWR Vokalensembles Stuttgart e. V., abgerufen am 4. Oktober 2022.
8. ↑  Cornelia Bend: Ausgezeichnet! Europäischer Chorpreis 2011 für das SWR Vokalensemble Stuttgart. Vokalensemble: „Ein Leuchtturm für die gesamteuropäische Chorkultur“. swr.de, 18. Februar 2011, archiviert vom Original am 22. Dezember 2015; abgerufen am 4. Oktober 2022.
9. ↑  55th Annual Grammy Awards